# Tuctoria
Genre
Tuctoria est un genre de plantes monocotylédones de la famille des Poaceae, sous-famille des Chloridoideae, originaire d'Amérique du Nord, qui comprend trois espèces.
Ce sont des plantes herbacées annuelles aux tiges ascendantes ou décombantes. L'inflorescence, très dense, est un épi ou un racème. Les épillets fertiles comptent une trentaine de fleurons.
Étymologiele nom générique « Tuctoria » est une anagramme du nom d'un genre apparenté, Orcuttia.

## Liste d'espèces
Selon World Checklist of Selected Plant Families (WCSP) (30 avril 2017) :
- Tuctoria fragilis (Swallen) Reeder (1982)
- Tuctoria greenei (Vasey) Reeder (1982)
- Tuctoria mucronata (Crampton) Reeder (1982)